# Jørgen Aabye
Pour les articles homonymes, voir Aabye.
Jørgen Emil Aabye (né Olsen, 1868–1959) est un peintre danois. Il est surtout connu pour ses portraits même s'il a peint également de l'art religieux ou des paysages.

## Enfance et éducation
Né à Nørre Aaby (en) sur l'île de Fionie d'un père agriculteur, il commença à étudier la peinture avec Vilhelm Kyhn à Copenhague avant de rentrer à l'Académie royale des beaux-arts du Danemark d'où il sortit diplômé en 1892. Il passa ensuite deux ans à la Kunstnernes Frie Studieskoler (en) à Copenhague avant de compléter ses études à l'école de J.F. Willumsen à Paris. Étudiant il voyagea en Allemagne, en Italie et en France. Il changea en 1904 son nom d'Olsen à Aabye.

## Carrière
Aabye fut influencé par mouvements courants durant ses études. Lors de ses voyages il s'associa d'abord au mouvement préraphaélites avant d'être influencé par Kristian Zahrtmann à Copenhague puis par J.F. Willumsen à Paris. Ses œuvres religieuses comme le retable du Christ au Gethsémani près de l'église Nørre Aaby et ses peintures de l'Annonciation furent influencées par les préraphaélites ou par Carl Bloch. Il se tourna plus tard vers les paysages avec de fortes affinités pour les travaux de Cézanne. Ses meilleures œuvres sont ses portraits qui affichent la joie des couleurs du réalisme qu'il avait appris de Zahrtmann et de Willumsen.
Aabye exposa fréquemment à Kunsthal Charlottenborg à partir de 1892. À partir de 1900, pendant quarante ans, il passa tous ses étés à Skagen faisant partie de la nouvelle génération des peintres de Skagen. Il passa ses trente dernières années à la Kunstnerhjemmet (en) (Maison des Artistes) à Copenhague. Ses œuvres comprennent des paysages, des intérieurs, des peintures florales, de sujets de genre et des portraits.